# Access Games
Access Games (アクセスゲームズ) est un studio japonais de développement de jeux vidéo basé à Osaka. Le cœur du studio est principalement constitué d'anciens développeurs de chez Kojima Productions et Deep Space, qui ont choisi de rejoindre l'entreprise. Access Games est principalement connu pour son jeu Deadly Premonition, connu sous le nom de Red Seeds Profile au Japon. Une personne importante du studio est Hidetaka « SWERY » Suehiro, il est le scénariste et réalisateur de Spy Fiction et de Deadly Premonition.
Le studio est peu connu en dehors du Japon, et reste très discret sur ses productions, notamment sur ses jeux de la série Ace Combat développés sur les consoles portables pour le compte de Namco Bandai.
En 2016, Hidetaka Suehiro quitte Access Games et fonde son nouveau studio White Owls.

## Jeux développés
| Titre                                        | Année      | Plates-formes  |
| -------------------------------------------- | ---------- | -------------- |
| Spy Fiction                                  | 2003       | PS2            |
| Ace Combat X: Skies of Deception             | 2006       | PSP            |
| The Sky Crawlers: Innocent Aces              | 2008       | Wii            |
| Mobile Suit Gundam: Senjō no Kizuna Portable | 2009       | PSP            |
| Sengoku Basara: Battle Heroes                | 2009       | PSP            |
| Deadly Premonition                           | 2010       | X360, PS3      |
| Ace Combat: Joint Assault                    | 2010       | PSP            |
| Lord of Arcana                               | 2010       | PSP            |
| Sengoku Basara: Chronicle Heroes             | 2011       | PSP            |
| Ace Combat: Assault Horizon                  | 2011       | 3DS            |
| Lord of Apocalypse                           | 2011       | PSP, PSV       |
| Sengoku Basara HD Collection                 | 2012       | PS3            |
| Deadly Premonition: The Director's Cut       | 2013       | PS3, WIN       |
| Drakengard 3                                 | 2013       | PS3            |
| D4: Dark Dreams Don't Die                    | 2014, 2015 | XONE, WIN      |
| Ace Combat: Assault Horizon Legacy Plus      | 2015       | 3DS            |
| Devil May Cry 4: Special Edition             | 2015       | PS4, XONE, WIN |